# András Jeles
Dans le nom hongrois Jeles András, le nom de famille précède le prénom, mais cet article utilise l’ordre habituel en français András Jeles, où le prénom précède le nom.
András Jeles, né à Jászberény (Hongrie) le 27 mars 1945, est un réalisateur, dramaturge et scénariste hongrois.

## Biographie
András Jeles est diplômé en 1971 de l'ELTE en spécialité éducation populaire (tradition culturelle) hongroise, et en 1974 de l'École supérieure d'art dramatique et cinématographique en spécialité opérateur-réalisateur. Il travaille comme assistant réalisateur aux studios hongrois Mafilm, tout en réalisant de façon continue des films pour la télévision et pour le studio expérimental Balázs Béla. Ses longs métrages indépendants, A kis Valentino (1979), Angyali üdvözlet (1984) et Álombrigád (1985) remportent de nombreux prix.
En 1985, il forme sa propre compagnie théâtrale Monteverdi Birkózókör (« Cercle de lutte Monteverdi »), dont les spectacles Drámai események (1985) et A mosoly birodalma (1986) ont beaucoup de succès ; ceux-ci sont librement inspirés respectivement des pièces Szélvihar d'Imre Dobozy (déjà adaptée en film Hier par Márton Keleti en 1959), et Policja (Police) de Sławomir Mrożek.
András Jeles est le père du réalisateur László Nemes.

## Filmographie partielle

### Au cinéma
- 1979 : Budapest ballade (A kis Valentinó)
- 1984 : L'Annonciation (adaptation de la pièce de théâtre La Tragédie de l'homme d’Imre Madách)